# Dziennik panny służącej
Dziennik panny służącej (Le journal d'une femme de chambre) – książka Octave’a Mirbeau (1900). Pierwszy polski przekład autorstwa Heleny Orlicz-Garlikowskiej ukazał się w 1909 roku.

## Fabuła
Służąca z Paryża Celestyna przyjeżdża na służbę na prowincję. Będąc u państwa poznaje Józefa - służącego, tyrana i sadystę, który fascynuje ją seksualnie. Pewnego dnia w lesie zostaje znaleziona zgwałcona i zamordowana dziewczynka - Klarcia. Celestyna domyśla się, kto to mógł zrobić.
Podczas pobytu u państwa Celestyna prowadzi pamiętnik, gdzie wspomina służbę w innych domach. Przypomina sobie romanse, dawnych kochanków, śmieszne i tragiczne historie, ekscentrycznych pracodawców; w książce opisane jest również szczegółowo intymne życie człowieka.

## Ekranizacje
Powieść czterokrotnie ekranizowano. W najsłynniejszej wersji - autorstwa Luisa Buñuela z 1964 roku - główną rolę zagrała Jeanne Moreau. Wcześniej książkę przeniósł na ekran Jean Renoir w 1946 roku, w 1982 roku film na zamówienie telewizji wyreżyserował Jean-Marie Coldefy, a w roku 2015 powstała wersja w reżyserii Benoît Jacquota:
- Dziennik panny służącej (2015)
- Dziennik panny służącej (1982)
- Dziennik panny służącej (1964)
- Dziennik panny służącej (1946)